# 리푸아리아어 위키백과

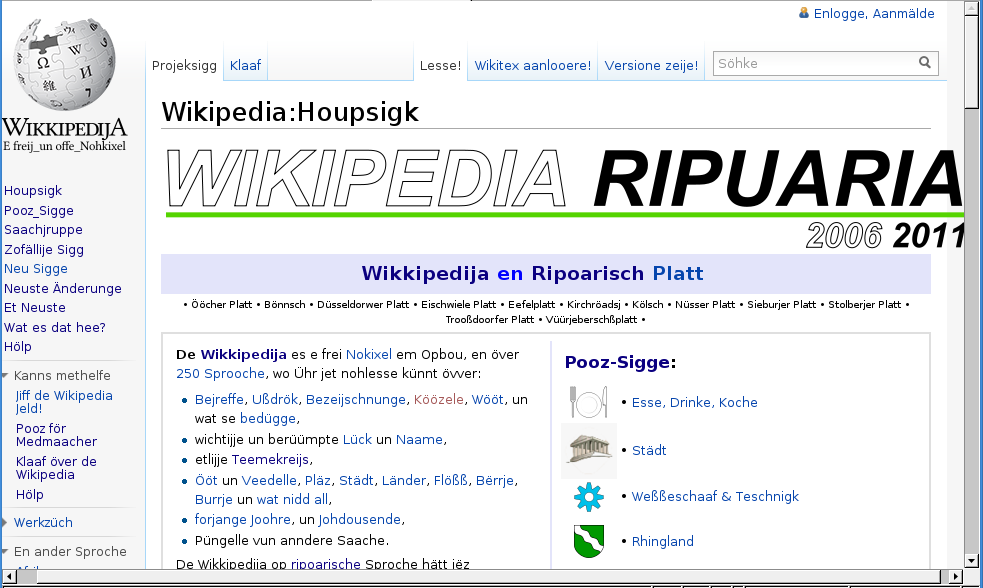

리푸아리아어 위키백과는 리푸아리아어로 운영되는 위키백과 언어판이다. 2007년 4월 10일에 시작되었다. 기호는 ksh이다.